# 503e régiment du train
 (février 2020).
Le 503e régiment du train est un régiment de l'armée de terre française, stationné sur l'ancienne base aéronavale de Nîmes-Garons dans le Gard. Le 25 juin 2015, le site militaire de Garons est devenu « Quartier El Parras », bataille de la campagne du Mexique ayant réuni légionnaires et tringlots en 1866 (inauguration par le général Bacquet, commandant la 1re brigade logistique).[réf. nécessaire]

## Historique

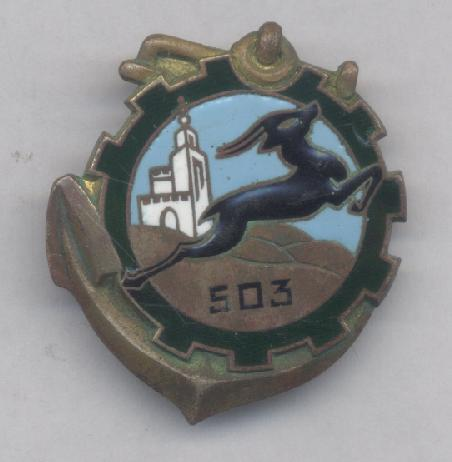
Ancre de pontonnier rappelant le franchissement du Rhin, insigne non homologué

Créé au Maroc le 16 octobre 1943, le 503e régiment du train est affecté en mai 1944 au corps expéditionnaire français en Italie où il est mis à disposition de la Ve armée américaine engagée en Toscane.
Débarque le 9 septembre 1944 à Saint-Tropez et rejoint la 1re armée française sur le front du Doubs. Se distingue particulièrement dans les Vosges au côté du 1er Régiment de Chasseurs Parachutistes et du 1er Bataillon de Choc et en Alsace. Après la reddition, il stationne en Allemagne.
Le 5 février 1947, le GT 503 est désigné pour servir en Indochine où il se verra attribuer la croix de guerre des Théâtres d'opérations extérieurs avec deux étoiles d'argent.
Le deuxième escadron du 503 est notamment l'héritier des traditions de la 2e compagnie de transport de légion étrangère du GT 503 (CTLE 2/503 LANG SON - RC4).
L'escadron de circulation routière du 503 est notamment l'héritier de la compagnie de circulation routière no 255 (CCR no 255) qui s’illustre en Indochine entre 1947 et 1954.
De décembre 1955 à janvier 1956, il quitte l'Extrême-Orient et rejoint Alger.
De février 1956 à avril 1964, le GT 503 participe à la pacification et aux opérations de maintien de l'ordre en Algérie.
Après plus de vingt ans de campagnes hors de France (fait unique dans l'histoire du Train), il est dissous au camp de Sissonne le 30 avril 1964.
Toutefois, un dernier peloton dit « peloton de transport de Mers el Kebir » rejoint la France en 1968.
Le 1er juillet 1978, il est recréé sur les structures du 538e groupe de transport lourd à La Rochelle. Durant vingt ans, il participe, outre aux missions classiques de transport du temps de paix, à de nombreuses missions extérieures : opération Daguet en Arabie saoudite, opération Oryx en Somalie, ou encore en Angola, au Gabon, en Bosnie, au Kosovo ou en Croatie. Il est dissous le 1er juillet 1998.
Recréé le 1er juillet 1999 au camp de Souge au sein de la 2e brigade logistique, il participe à toutes les opérations extérieures importantes, notamment en ex-Yougoslavie, au Kosovo, en Côte d'Ivoire ou au Tchad (BATLOG - entrée en premier - 2008).
Depuis 2009, il appartient à la 1re brigade logistique stationnée à Ollainville. Il a notamment armé le BATLOG PAMIR en Afghanistan en 2010, l'OMLT kandak 5 en Afghanistan en 2012, l'escadron de circulation et de transport du BATLOG PAMIR KOUFRA en 2012-2013 et le BATLOG Serval 4 au Mali en 2014.
Dans le cadre des restructurations, le 503e régiment du Train, dit « le fier », s'est installé, depuis le 1er juillet 2011, sur l'ancienne base de l'aéronautique navale de Nîmes-Garons et devient en 2013 le « régiment de Camargue ».
Début 2013, le régiment organise à partir de Miramas, via Toulon et Istres, la projection initiale du dispositif français au Mali. Puis, il sera engagé lui-même au Mali, sans discontinuer, de septembre à mai 2014 (projection de quatre sous-groupements logistiques). Il prendra notamment la tête du bataillon logistique (BATLOG) à Gao de janvier à mai 2014, sous l'appellation « BATLOG CAMARGUE » (1 500 000 km parcourus).
D'octobre 2014 à février 2015, le Régiment arme le DETLOG de l'opération SANGARIS en République Centrafricaine.

## Organisation actuelle

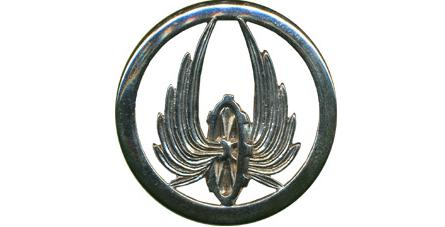
Insigne de béret

Depuis le 15 juin 2012, fin de sa montée en puissance sur le site de Garons, le 503e régiment du train compte mille hommes et est composé de 7 escadrons, 5 d'active et 2 de réserve :
- d'un escadron de commandement et de logistique (ECL) ;
- d'un escadron de transport (ET) commandant d’unité : capitaine Mioche ;
- d'un escadron de ravitaillement (ER) ;
- d'un escadron de circulation et d'escorte (ECE)[1] à quatre pelotons ;
- d'un escadron de porte engins blindés (ETB) ;
- d'un escadron de transport de réserve (ETR) ;
- d'un escadron de circulation et d'escorte de réserve (ECER).

Depuis le 31 octobre 2011, il intègre la zone de regroupement principale (ZRP) de Miramas (activée en janvier-février 2013 dans le cadre de la projection de l'opération Serval au Mali).
Depuis le 6 février 2012, il intègre l'équipe enduro de l'armée de terre – fédération française de moto (EEAT-FFM) composée de sportifs de haut niveau de la Défense.
Il détient la fanfare de tradition de l'arme du train,.

## Intégration locale
Jumelages avec les communes amies, :
- ECL : Bouillargues
- ET : Caissargues
- ER : Garons
- ETB : Generac
- ECE : Saint-Gilles
- ETR : Aigues-Mortes
- ECER: Beaucaire

Partenariat avec l'association Rêves le 5 avril 2013.[réf. nécessaire]
Le 19 juin 2014, le 503e régiment du train, « régiment de Camargue », a signé un protocole avec le syndicat mixte pour la protection et la gestion de la Camargue gardoise (SMCG).[réf. nécessaire]
Partenariats avec le collège Jules Verne et Jules Raimu de Nîmes.[réf. nécessaire]

## Missions
- Commander la base logistique d'une division de vingt-mille hommes (commandement tactique sur la zone santé, la zone soutien de l'homme et la zone maintenance armées respectivement par le RMED, le RSC et un RMAT), soutenir celle-ci dans les domaines de l'acheminement du fret, des munitions, du carburant et de la manutention (zone ravitaillement transport).
- Armer un bataillon logistique (BATLOG) adapté à une brigade ou un sous groupement logistique (SGLOG) adapté à un groupement tactique interarmes (GTIA).
- Armer un centre de regroupement et d'évacuation de ressortissants (CRER).
- Escorter sous blindage les convois.
- Renseigner, appuyer les mouvements, participer à la sûreté dans le cadre de missions classiques de la circulation routière (appui direct et action d'ensemble, reco STANAG, marquage et reco NRBC, franchissement et recueil, procédés d'héliportage, flanc garde).
- Appuyer la mobilité des blindés (porte engins blindés).
- Participer aux missions de souveraineté dans les DOM-COM, sous format PROTERRE (infanterie légère).
- Participer au dispositif Vigipirate.
- Milieux : environnements numérisés (NEB), action amphibie, action en zone urbaine, milieu désertique, environnement multinational.

## Matériels majeurs
- Véhicules de transport logistiques (VTL, IVECO, RVI-PREMIUM).
- Vecteurs de transport tous terrains (TRM 10000, PPLOG-DP, GBC180) et citernes tactiques (SCANIA CCP 10).
- Porte engins blindés (TRM 700/100, SISU).
- Véhicules blindés d'escorte (VAB, PVP).
- Motos (CAGIVA 350, YAMAHA XTZ 660 TENERE).
- Engins de remorquage (KERAX, CLD).
- Engins de manutention et grues (SAMBRON, VALMET, MERLO, LIEBHERR).
- Véhicules de transmission NEB (AT10, AT 15, Carthage).

Le 503e régiment du train est doté du porteur polyvalent logistique blindé (PPLOG-DP) avec lequel il s'est engagé sur l'opération Serval au Mali.

## Liste des chefs de corps
Quartier El Parras – Garons
- depuis 2024 : colonel Nicolas Vergos
- 2022  - 2024 : colonel Thomas Jehanno

- 2020 - 2022 : colonel Pierre Pillebout
- 2017 - 2020 : colonel Laurent Grebil
- 2015 - 2017 : colonel Thierry Crepin

Base de Nîmes – Garons
- 2013 – 2015 : colonel Éric Renaut[6]
- 2011 – 2013 : colonel Guillaume Santoni

Camp de Souge – Martignas sur Jalle
- 2009 – 2011 : colonel Thierry Poulette
- 2007 – 2009 : colonel Vincent Fleuret
- 2005 – 2007 : colonel Michel André
- 2003 – 2005 : colonel Éric Eudeline
- 2001 – 2003 : colonel Philippe Vervaeke
- 1999 – 2001 : colonel Serge Lahondès

## Insignes

### Unités élémentaires actuelles

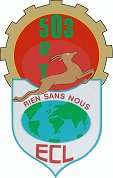
Escadron de commandement et de logistique.
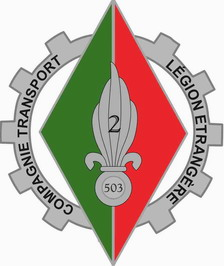
Escadron de ravitaillement.
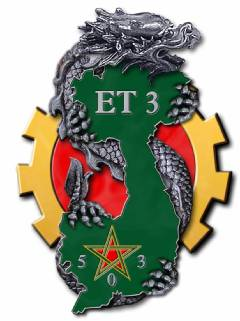
Escadron de transport.
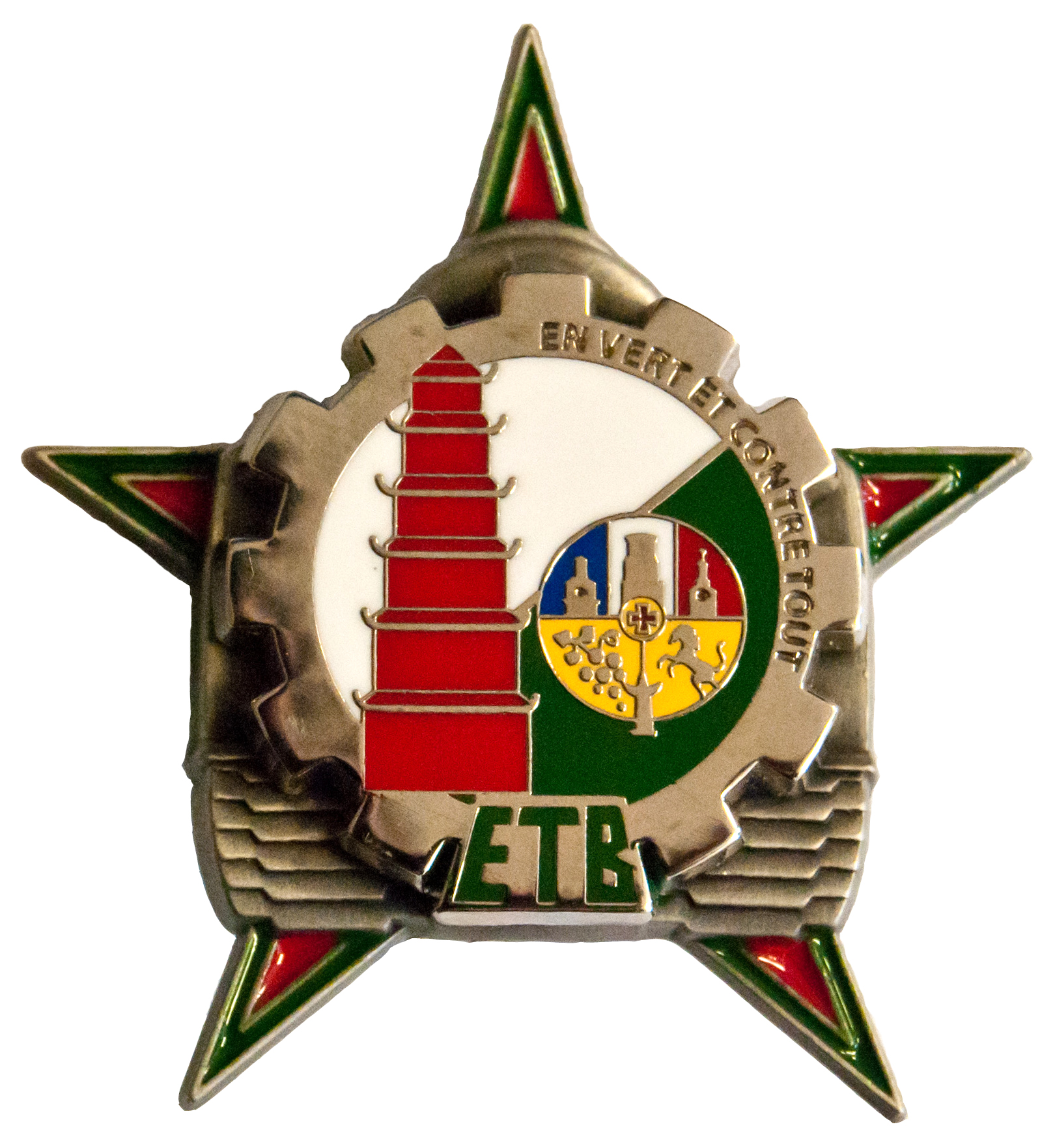
Escadron de transport de blindés.
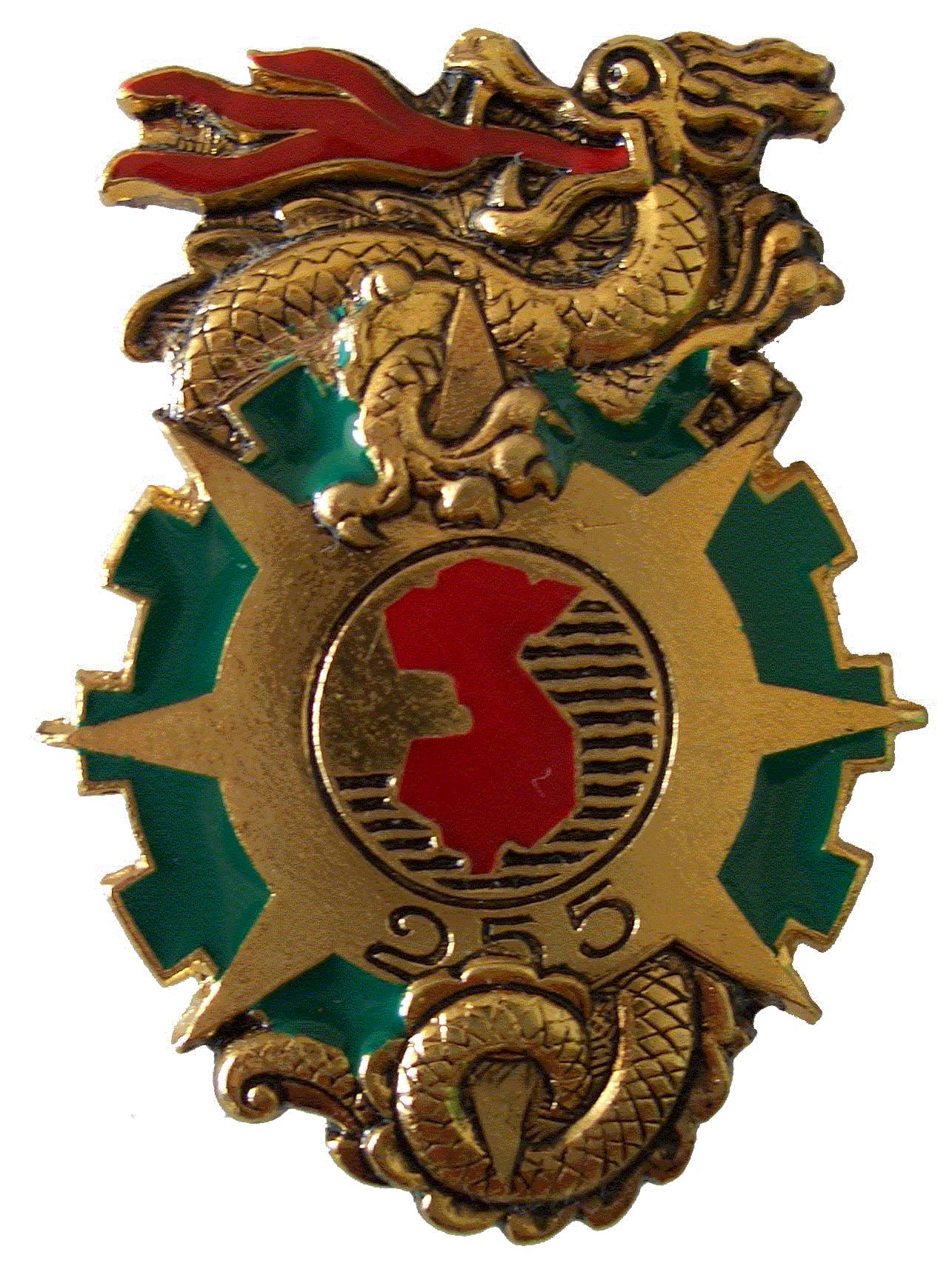
Escadron de circulation et d'escorte.
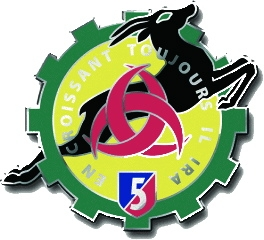
Ancien insigne de l'escadron de transport de réserve.

### Unités dissoutes lors de la restructuration en 2011

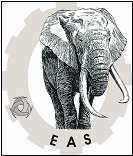
Escadron d'administration et de soutien (dissous en 2011).
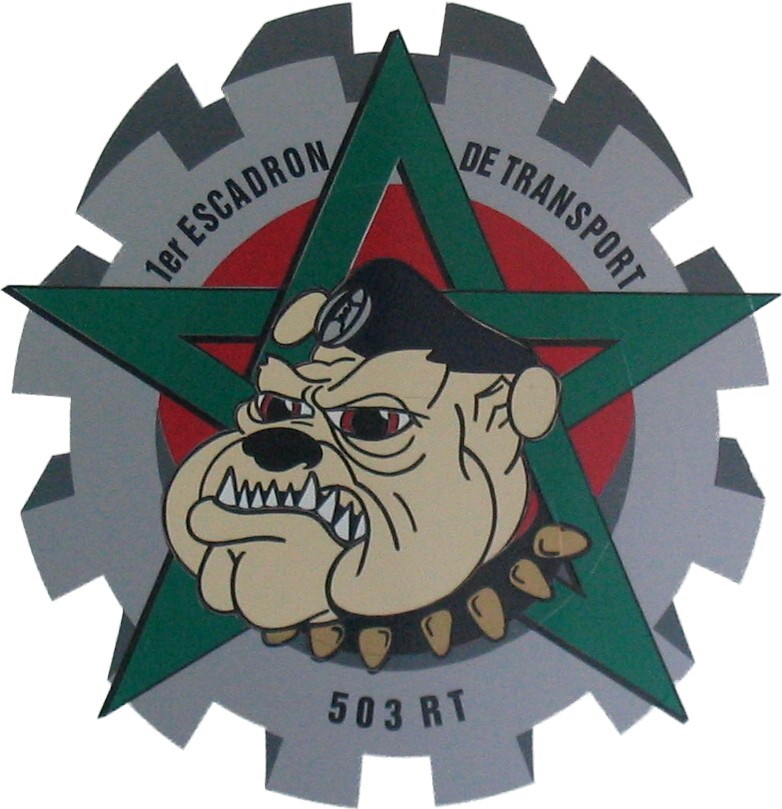
1er escadron de transport (dissous en 2011).
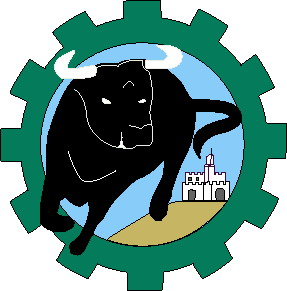
4e escadron de transport (dissous en 2011).

## Étendard

Drapeau du régiment avec ses batailles.

« Il porte, cousue en lettres d'or dans ses plis l'inscription »,.
ITALIE 1944
INDOCHINE 1947-1954
AFN 1954-1962

## Décorations
Sa cravate est décorée de la croix de guerre des Théâtres d'opérations extérieurs avec deux étoiles d'argent, deux citations à l'ordre de la division.

## Devise
- « Labor omnia vincit »[réf. nécessaire] (par l’effort la victoire toujours)
- « En avant, fier 503 !! » (devise usuelle)

## Chant régimentaire
Paroles et musique du brigadier-chef Osvaldo Coumau de l'EAS. Première interprétation faite par la chorale de l'EAS créé par son commandant d'unité lors de la célébration du bicentenaire de la création de l'arme du train en 2007 et sous l'impulsion du colonel André, chef de corps (référence: Ordre du jour N°47/503RT/CDT du 26 juin 2007).
- I

Des terres du Maroc ou à Fèz où tu es né

Dans toutes les campagnes où tu t’es engagé

Tu as versé le sang prix de notre liberté

Face aux ennemis de la patrie

- Refrain

En avant en avant en avant

En avant fier 503

En avant en avant en avant

En avant soit fier et droit

- II

Des tours de la Rochelle au camp de Souge où tu renais

Pour devenir le fier 503 que tu es

Toujours soutenir forts de notre devise

Par l’effort la victoire toujours

- III

Soldat logisticien fier de ton histoire

Demain ce sera toi qui sera projeté

Sur les pistes du monde où tu serviras

Pour la gloire de notre Gazelle Noire

- IV

Ne pleure pas ma Jalle, nous devons te quitter

Les chants romains de Nîmes nous attendent vers Garons

Les guerriers que nous sommes ont encore à graver

Dans la pierre une nouvelle page d'histoire